# 日本レーシングサイドカー協会
日本レーシングサイドカー協会（にほんレーシングサイドカーきょうかい、Japan Racing Sidecar Association、JRSA）は、日本でサイドカーレースを統括している組織である。

## 概要
日本にはこれまでフルスケールサイドカーレースを統括するJRSU（Japan Racing Sidecar Union）とF4ミニサイドカーレースを統括するRKA（Racing Kneeler Association）の2つの団体があった。2001年8月にF4クラスの発展のため、統合し日本レーシングサイドカー協会が発足した。

## 活動
全日本モーターサイクルクラブ連盟が主催するクラブマンロードレースに選手を参加させている他、日本サイドカー連盟が主催している日本サイドカー&トライクショーにも車体を展示している。
その他、F1、F2クラスは富士スピードウェイ、筑波サーキット、岡山国際サーキットなどでJRSAシリーズが年間5～6戦行われ、F4クラスは茂原ツインサーキット、本庄サーキット、白糸スピードランド、榛名スポーツランド、で行われている。